# Trigoniaceae
Trigoniaceae là một họ thực vật hạt kín, bao gồm khoảng 28-35 loài cây gỗ thường xanh hay dây leo trong 4-5 chi. Nó là một họ thực vật nhiệt đới, sinh sống tại Madagascar, Tây Malesia, Trung và Nam Mỹ.

## Các chi
- Humbertiodendron (bao gồm cả Humbertodendron): Madagascar
- Trigonia: 24 loài.
- Trigoniastrum: Malaysia
- Trigoniodendron